# Залабия
Залабия (араб. زلبيّة‎) — археологический памятник на левом берегу Евфрата в мухафазе Дайр-эз-Заур.

## Расположение

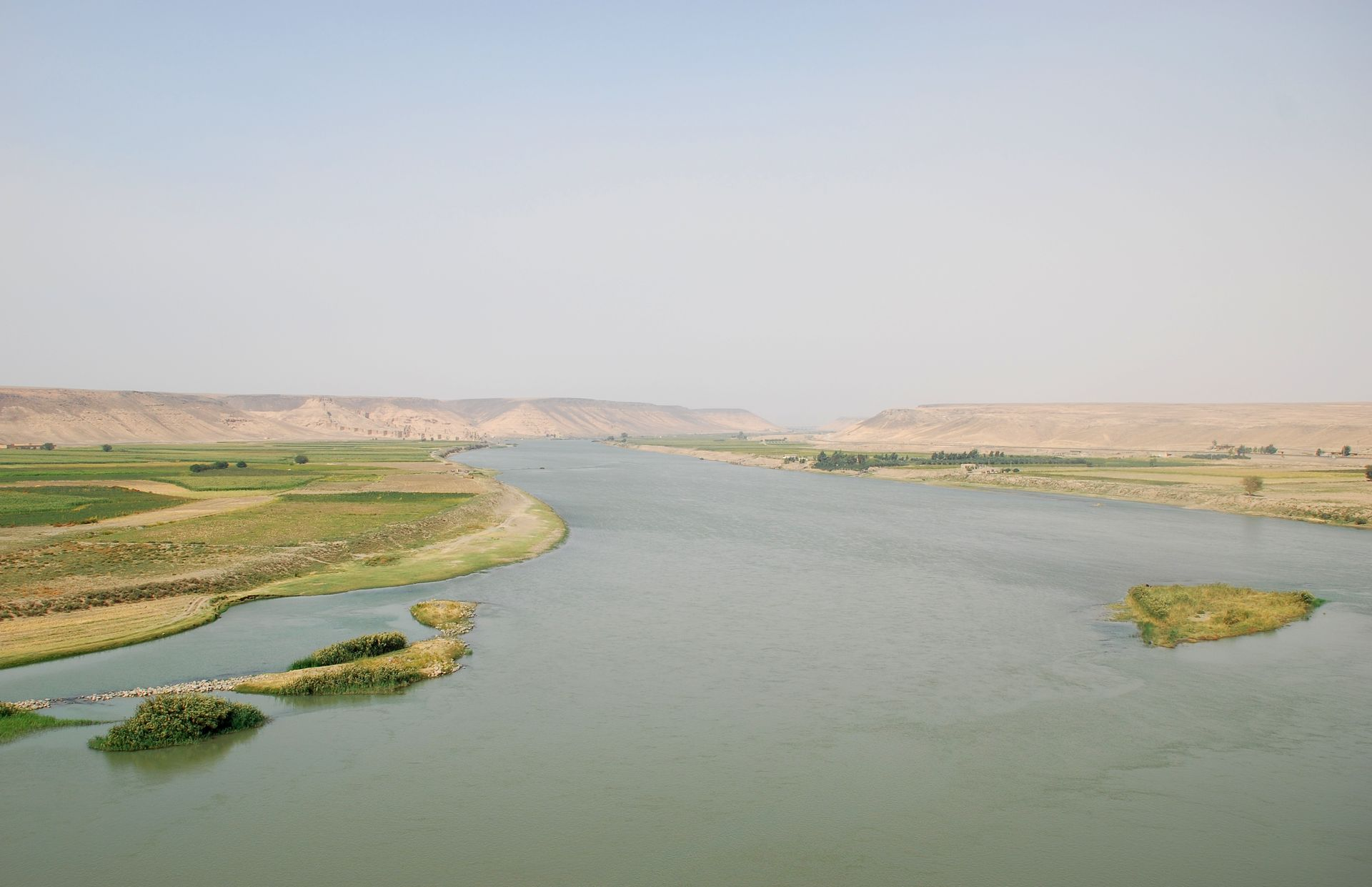
Евфрат выше по течению от Залабии. На заднем плане слева — южная стена Халабии

Залабия расположена на левом (восточном) берегу реки Евфрат, в мухафазе Дайр-эз-Заур, примерно на полпути между впадением рек Белих (около Эр-Ракки) и Хабур (к юго-востоку от Дайр-эз-Заура).
Примерно в 75 км к востоку от Эр-Ракки и в 50 км к северо-западу от Дайр-эз-Зора от главной дороги, идущей вдоль южного берега Евфрата, ответвляется дорога к крепости Халабия, располагающейся на 3 км выше Залабии вверх по течению, и образовывавшей с Залабией единый укреплённый рубеж. В 500 метрах выше по течению Евфрата перекинут понтонный мост. По восточному берегу параллельно реке проложена железнодорожная линия, рядом с которой проходит второстепенная дорога. От моста дорога идёт на север и через 4 км достигает развалин Залабии, затем через 5 км соединяется со второй автодорогой, проходящей севернее Евфрата.
В этом месте долина Евфрата, обычно составляющая несколько километров в ширину, резко сужается, прорезая скалистое плато восточно-сирийской пустыни. Руины Залабии расположены на холме, который отделён от окружающих гор сухим ущельем. Западный склон холма представляет собой крутой склон, спускающийся прямо к Евфрату. Река в этом месте делает широкую петлю в узком ущелье, образованном базальтовыми обнажениями. Это ущелье называется аль-Ханука (араб. خانوقة‎), что переводится как «душитель».
Примерно в 1-2 км севернее понтонного моста 6 сентября 2007 года ВВС Израиля разбомбили объект, который предположительно был строящимся ядерным реактором.

## История
- О доримской истории этой местности см. Халабия.

В III веке была возведена крепость Залабия, ставшая частью системы обороны восточной границы провинции Сирия. В годы правления царицы Пальмиры Зенобии (267—271 гг.) регион вошёл в состав Пальмирского царства.
В VI веке, во времена правления византийского императора Юстиниана I (527—565 гг.), крепостные стены были реконструированы после разрушений, причинённых Сасанидами, в рамках программы Юстиниана I по укреплению восточной границы империи.
. В начале VII века (610 г.) сасанидский шахиншах Хосров II Парвиз захватил и разрушил эти крепости в ходе своего похода на Сирию. После арабского завоевания и установления династии Омейядов (с 637 г.) стратегическое значение крепости постепенно сошло на нет.

## Архитектура
Изначально Залабия имела прямоугольную форму, опоясывалась крепостной стеной, защищённой квадратными башнями. Из-за плохого качества кладки, она пострадала от землетрясений и эрозии со стороны Евфрата. Позднее каменная кладка использовалась как строительный материал при строительстве железной дороги. За городскими стенами с северной и восточной сторон находятся остатки пригородных построек. Примерно в одном километре вверх по течению от Залабии на Евфрате была построена плотина с отводным каналом на правом берегу реки. Считается, что канал был построен в первом веке нашей эры или, возможно, даже в позднем бронзовом веке. Арабское название канала дано в честь легендарной царицы Семирамиды.

## Современное состояние
В настоящее время от древней крепости Залабия сохранились лишь незначительные остатки. Из сохранившихся фрагментов наиболее заметны участки восточной крепостной стены, укреплённой чередующимися квадратными и прямоугольными выступающими башнями. Стены сооружены из крупных блоков гипсового камня, скреплённых глиняным раствором. Конструкция стен преимущественно двухслойная, пространство между оболочками заполнено раствором с добавлением базальтового щебня.
В отличие от соседней крепости Халабия, где наблюдаются позднейшие пристройки арабского периода, в Залабии следов подобных перестроек не выявлено. Два квадратных угловых бастиона восточной стены частично сохранились до настоящего времени, достигая высоты около пяти метров.
Предлагавшееся строительство плотины Халабии могло привести к затоплению Залабии водохранилищем плотины. Сирийское правительство работало с программой развития ООН (ПРООН) и ЮНЕСКО, чтобы снизить влияние плотины на древние руины Халабии и Залабии.